# Водогосподарський комплекс
Водогоспо́дарський ко́мплекс (ВГК) — структурний елемент регіонального економічного та географічного простору, який охоплює водні ресурси, водогосподарські споруди, водокористувачів і характеризується певною функціональною, галузевою та просторовою структурою. В основі функціонування ВГК лежить процес водокористування, який відображає становлення зв'язків між водними ресурсами і водокористувачами певної території у межах системи «водні ресурси — суспільство».
У масштабах України функціонує єдиний водогосподарський комплекс. В окремих її частинах — обласні і міжобласні водогосподарські комплекси, а також водогосподарські комплекси на базі
великих водогосподарських систем, наприклад водогосподарський комплекс у басейні р. Сіверський Донець.
Галузі, які забирають воду або використовують її з даного водогосподарського комплексу або водного об'єкту називаються учасниками ВГК. За своєю дією та характером використання водних ресурсів учасники ВГК поділяються на водоспоживачів і водокористувачів.
Водоспоживачі забирають воду з водних об'єктів, при цьому частина води втрачається безповоротно, оскільки вона входить до складу промислової та сільськогосподарської продукції, а також випаровується в процесі використання, а інша частина повертається у водойму. До водоспоживачів належать зрошуване землеробство, комунально-побутовий сектор, сільськогосподарське водопостачання, промисловість тощо.
Водокористувачі не забирають воду з водних об'єктів, а лише використовують її для виконання різних операцій. До водокористувачів належать водний транспорт, аквакультура (рибне господарство), гідроенергетика, рекреація тощо.

#### Фактори формування
Фактори, що впливають на формування ВГК: переважаюча спеціальзація господарства і ступінь його розвитку; щільність розташування населених пунктів і чисельність населення; забезпеченість транспортними шляхами; особливості природних умов, основними серед яких є кліматичні, гідрологічні, ґрунтові, гідрогеологічні та геоморфологічні.

## Класифікація водогосподарських комплексів
ВГК класифікують за масштабами поширення їх дії, типом споруд та числом учасників.
Так, за масштабами поширення їх дії можна виділити:
- міждержавні;
- державні;
- зональні;
- басейнові;
- регіональні ВГК.

За типом споруд та кількістю учасників ВГК класифікують на:
- одновузловий одногалузевий;
- одновузловий багатогалузевий;
- багатовузловий багатогалузевий;
- одно- та багатогалузевий з перерозподліом стоку.[2]

## Структура водогосподарського комплексу
Будь-який ВГК складається із зв'язаних між собою частин: природної та антропогенної.
Природна частина включає водні ресурси, довкілля і місцеві природні умови. Окрім цього, водозбірний басейн має ще кілька складових природних ресурсів, взаємопов'язаних між собою: земельні, мінерально-сировинні, біотичні, рекреаційні. Антропогенна частина визначає систему взаємопов'язаних технічних рішень, споруд і заходів, які забезпечують дію водогосподарського комплексу в конкретних місцевих умовах (водосховища і водоприймачі, гідротехнічні споруди і водозабори).
Обидві складові водогосподарського комплексу перебувають у тісному взаємозв'язку і взаємодії.